# 苟吉堂
苟吉堂（1898年—1976年10月15日），又名苟在安，四川宣汉人，国民革命军中将，日本士官22期步科。

## 早年
四川宣汉人，十岁丧父失学，从事农耕。十六岁得到推荐，在宣汉中学校里面当杂工，同时间得到免费在教室外旁听的机会，如此完成基础教育。而后经商，从事盐鐵贸易，小有所成。1928年因为兵乱而放弃商业，到日本士官学校学习军事。

## 抗日戰爭期間
九一八事變发生時，苟吉堂参与组织中国留日学生总退学，为请愿代表之一，抗议日本侵华。被捕并投入日本东京若松町宪兵监狱，拒写悔过书。而后返国。
1931年-1936年，在潘文华部任职，驻防嘉定（现乐山）等地。
1937年后，在汤恩伯部长期供职，历任第13军参谋（军长為汤恩伯）、第89师参谋长、第110师参谋长、第85军参谋长、第20军团参谋处长、第31集团军参谋处长、第29军副军长、第3方面军副参谋长、第3方面军前方指挥所主任等职。 
卢沟桥事变前夕，译释日军事文本《察哈尔兵要地志》，此文是十三军缴获的，有日本华北作战的部分军事要点，为汤部华北作战提供了重要情报。
卢沟桥事变后，参与了南口，台儿庄，湘西等第十三军、第二十军团、第三十一集团军、第三方面军之历次战役。  
1945年，任上海淞沪警备部副参谋长，并受命撰写《中国陆军第三方面军抗战记实》。
1947年，任湘南师管区司令。《中国陆军第三方面军抗战记实》于上海出版。
1948年，任重庆师管区司令。
1949年，辞去军队职务。

## 晚年
1949年－1951年，在重庆租地从事农耕和养殖，并再次尝试商业。
1951年－1959年，经同乡长者西南军政委员会副主席王维舟介绍，到位于成都的西南民族学院工作。任股长，负责修建教学楼和宿舍、种花木。又在位于成都红牌楼和西昌县的校办农场工作。后因伤不能干重农活，被令退职。
1966年，文革爆发，抄家、劳动、被令迁出校园，复又令迁回。
1976年，10月8日晨，从床边落下，股骨颈骨折。10月15日傍晚，在家中逝世。

## 榮譽
作为抗日有功人员，获光华奖章、忠勤勋章、云麾勋章、美国自由勋章等。